# Чемпионат мира по шоссейным велогонкам 2018 — групповая гонка (юниорки)

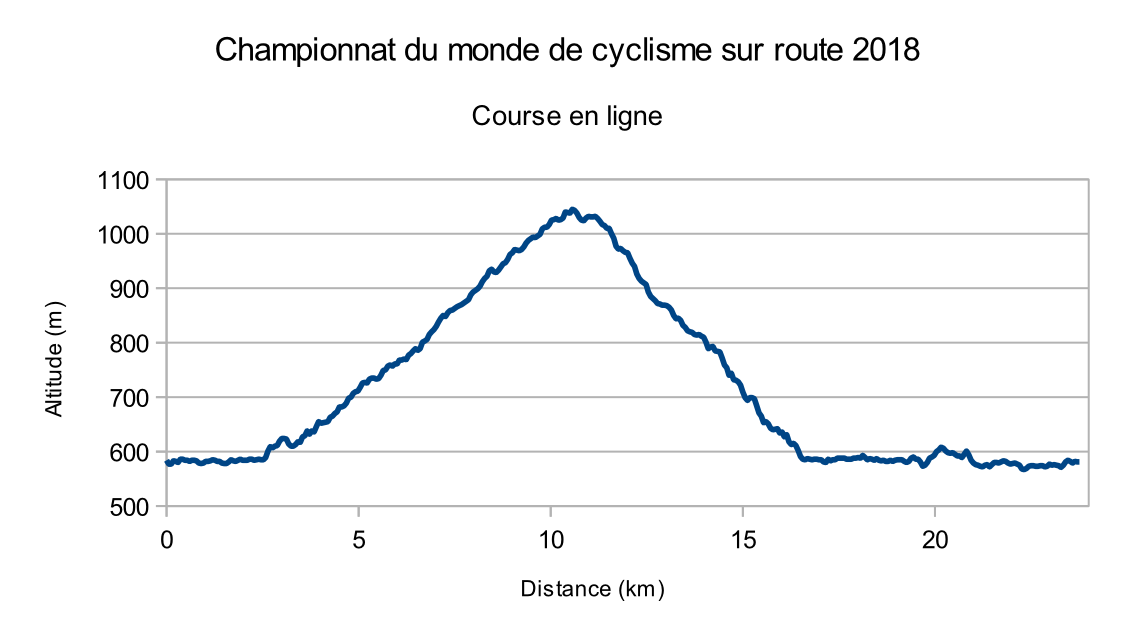
Профиль основного круга

Групповая гонка у юниорок на чемпионате мира по шоссейным велогонкам 2018 года прошла 27 сентября в австрийском Инсбруке.

## Участники
Страны-участницы определялись на основании рейтинга UCI Women Juniors Nations' Cup. Максимальное количество гонщиков в команде не могло превышать 5 человек. Помимо этого вне квоты могли участвовать действующие чемпион мира и чемпионы континентальных чемпионатов. Всего участие в соревновании приняли 102 участницы из 37 стран.
| 5 участницы                                    | 4 участницы                                                                                  | 3 участницы                    | 2 участницы | 1 участница                                                      |
| Франция · Великобритания · Нидерланды · Россия | Германия · Австрия · Канада · Дания · Испания · США · Италия · Казахстан · Норвегия · Польша | Бельгия · Швейцария · Словакия | Австралия · Беларусь · Хорватия · Эритрея · Словения · Гонконг · Ирландия · Япония · Латвия · Новая Зеландия · ЮАР · Швеция · Украина | Бельгия · Чили · Колумбия · Израиль · Литва · Люксембург · Макао |

## Маршрут
Протяженность маршрута составила 70,2 километра. Старт располагался в Раттенберге. Первые 47,9 километров проходили по равнине в округе Швац через города Бух-бай-Енбах и Шарниц, где спортсменки пересекали реку Инн. Далее заехав в Терфенс предстояло преодолеть первый подъём протяжённостью 2,6 километра со средним градиентом 7 % и максимальным до 14 %, вертикальный подъём составил 350 метров. Его вершина располагалась на равнине в Гнаденвальде. После этого следовал спуск через Абзам, Таур и Рум до Инсбрука.
После этого предстояло преодолеть основной круг для групповой гонки, расположенный в районе Инсбрука один раз. Протяжённость круга составляла 23,8 километра. Он включал подъём от Альдранса до горнолыжного курорта Пачеркофель, расположенного на высоте 2446 м протяжённостью 7,9 километра с максимальным градиентом до 10 %. Затем следовал 6-километровый спуск через небольшие города Игльс и Вилль, проходя мимо лыжного трамплина Бергизель и футбольного стадиона Тиволи в центре Инсбрука. Заключительная часть круга длиною 7 километров по равнине проходила в районе Брюке-Хёттингер-Аю до Святого Николауса, где велогонщицы пересекали мост Кеттенбрюке. Финишный отрезок проходил по широкому бульвару Rennweg до финиша перед Императорским дворцом Хофбург.

## Результаты
| \| Генеральная классификация \| Генеральная классификация \| Генеральная классификация \| Генеральная классификация \| Генеральная классификация \| \| Гонщик \| Гонщик \| Команда \| Время \| \| \| ------------------------- \| ------------------------- \| ------------------------- \| ------------------------- \| ------------------------- \| \| 1-й \| Лаура Штиггер \| Австрия \| 1ч 56' 26 \| \| \| 2-й \| Мари Ле Нет \| Франция \| + 0 \| \| \| 3-й \| Симона Бойлар \| Канада \| + 0 \| \| \| 4-й \| Barbara Malcotti \| Италия \| + 0 \| \| \| 5-й \| Жад Вьель \| Франция \| + 14 \| \| \| 6-й \| Виттория Гуаццини \| Италия \| + 14 \| \| \| 7-й \| Камилла Алессио \| Италия \| + 29 \| \| \| 8-й \| Айгуль Гареева \| Россия \| + 56 \| \| \| 9-й \| Mie Saabye \| Дания \| + 1' 52 \| \| \| 10-й \| Maina Galand \| Франция \| + 1' 52 \| \| |                   |         |           |
| |                   |         |           |
| Источник: ProCyclingStats |                   |         |           |
| Генеральная классификация |                   |         |           |
| Гонщик | Гонщик            | Команда | Время     |
| 1-й | Лаура Штиггер     | Австрия | 1ч 56' 26 |
| 2-й | Мари Ле Нет       | Франция | + 0       |
| 3-й | Симона Бойлар     | Канада  | + 0       |
| 4-й | Barbara Malcotti  | Италия  | + 0       |
| 5-й | Жад Вьель         | Франция | + 14      |
| 6-й | Виттория Гуаццини | Италия  | + 14      |
| 7-й | Камилла Алессио   | Италия  | + 29      |
| 8-й | Айгуль Гареева    | Россия  | + 56      |
| 9-й | Mie Saabye        | Дания   | + 1' 52   |
| 10-й | Maina Galand      | Франция | + 1' 52   |